# 毛瓣山梗菜
毛瓣山梗菜（学名：Lobelia pleotricha var. handelii）为桔梗科半边莲属下的一个变种。

## 扩展阅读
- 維基物種上的相關：毛瓣山梗菜